# FFV 028
FFV 028 — розроблена у Швеції серія протитанкових мін з електронними запалами та сталевими корпусами.
Приводяться в дію магнітним датчиком, який реагує на зміну магнітного поля навкруги (тобто, коли над міню проїздить металевий транспортний засіб).

## Варіанти
- FFV 028 — передсерійна модель,
- FFV 028 RU — варіант із можливістю ручного зняття з бойового положення для повторного використання,
- FFV 028 SD — версія з системою захисту від розмінування. Міна самознищується через проміжок 30 … 180 днів,
- FFV 028 SN — варіант, що автоматично знімається з бойового положення (міна сама себе розміновує) через проміжок 30 … 180 днів. Міна повідомляє про свій стан викиданням червоного циліндра, прикріпленого до металевого дроту 50 см завдовжки. Так міну легше знайти і повторно використати,
- DM 31 — варіант міни для Бундесверу.

## Оператори

### Німеччина

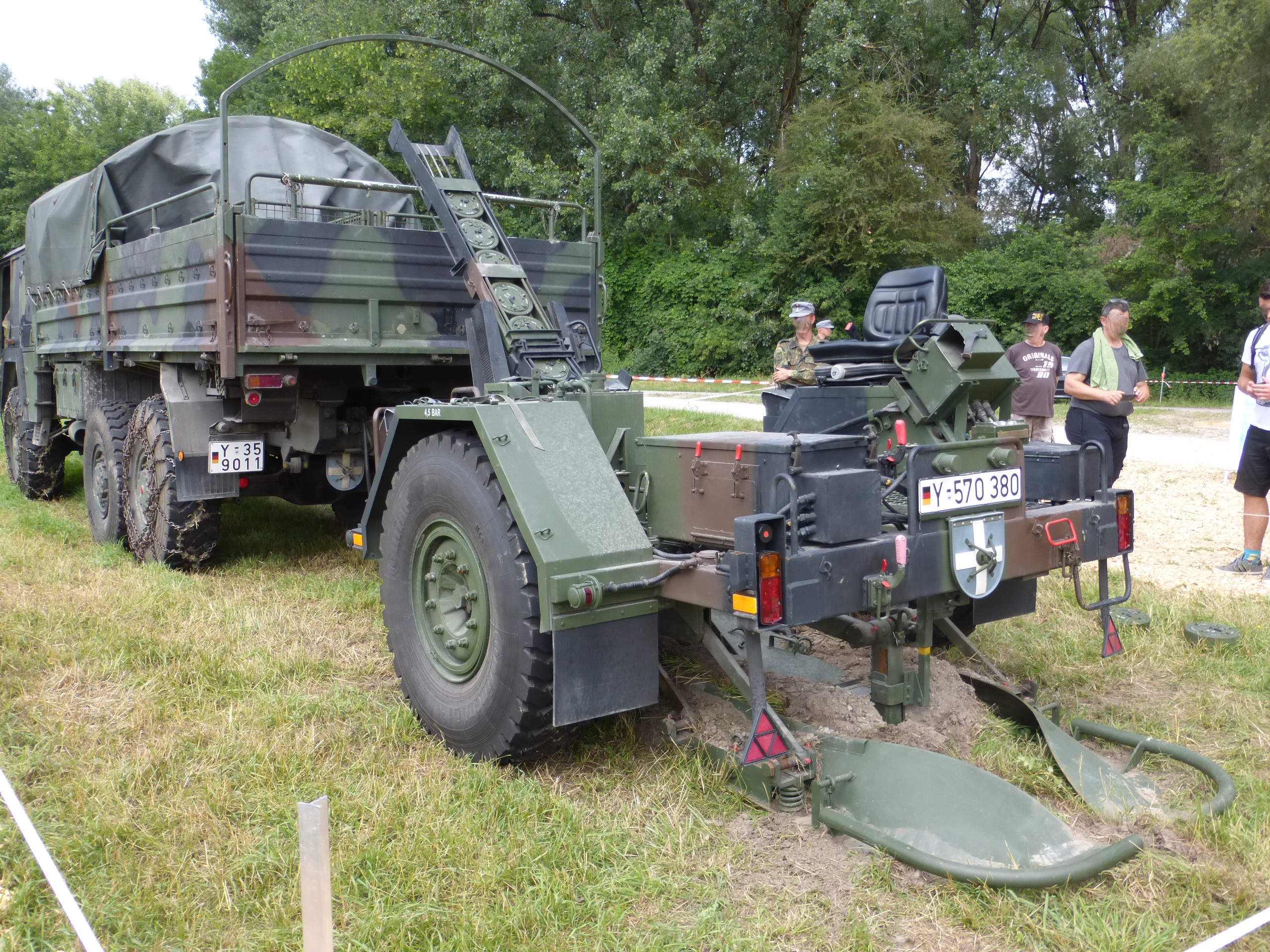
Minenverlegesystem 85 — причіп зі спеціальними плугами та механізмом для пришвидшення укладання мін у ґрунт

У відповідь на замовлення Швецією німецьких танків, Німеччина замовила протягом 1988 та 1992 років 125000 мін FFV 028 SN. Тут вони отримали позначення DM 31 та частково були виготовлені на підприємствах Dynamit Nobel.
Крім того, Бундесвер мав на озброєнні 282 мінних укладачів Verlegesystem 85 (причіп зі спеціальним плугом та механізмом для швидшого укладання мін).
Станом на 2011 рік мінні укладачі Minenverlegesystem 85 були зняті з озброєння Бундесверу. Але через істотну зміну безпекової ситуації протягом 2017 та 2019 років було повернуто до служби 8 одиниць, розглядалась можливість повернення додаткових 23 одиниць.

### Швеція
У шведських збройних силах міну прийнято на озброєння під позначенням Stridsvagnsmina 6 (Strvn 6).

### Україна
17 травня 2022 року німецьке видання Der Spiegel повідомило, що протягом попередніх двох тижнів з Німеччини до України надійшло 2 450 одноразових ручних протитанкових гранатометів RGW-90, 1 600 протитанкових мін спрямованої дії DM22 та 3 000 мін DM31.